# Later

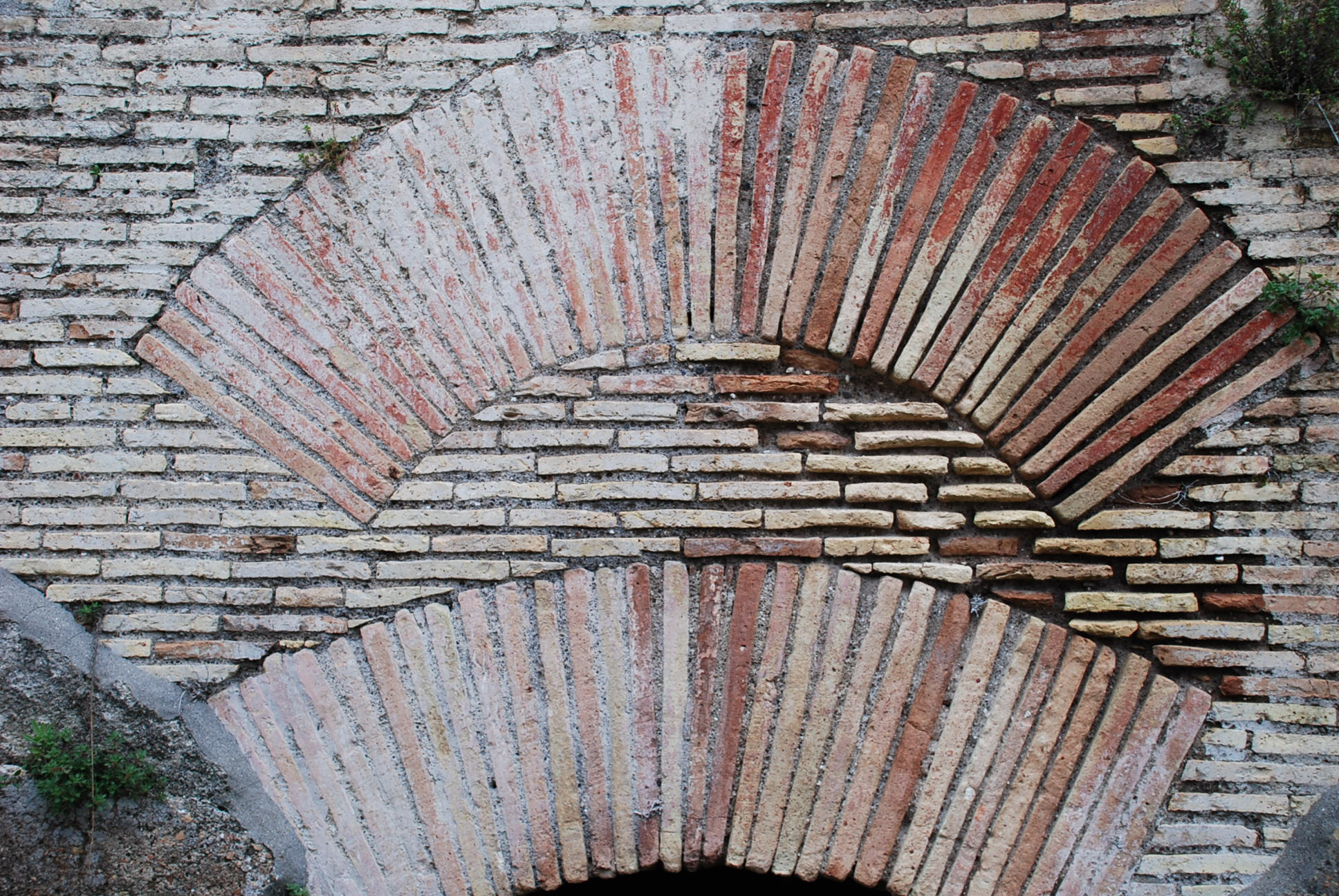
Obra de ladrillo romano («later») en un edificio del yacimiento arqueológico de Porta Marina, en la antigua Ostia.

Later (ladrillo en latín) era el ladrillo romano tradicional, hecho de adobe o cerámica. Material básico en la arquitectura de la Antigua Roma, fue el elemento esencial definidor del «opus latericium» como revestimiento de la mampostería.

## Descripción y tipos
Definido en los manuales de alfarería, cerámica y arqueología como prisma de base rectangular y caras cuadradas o rectangulares. Originalmente hecho de adobe y denominado crudus later o ‘later’, y más tarde de barro o arcilla cocidos, llamado ‘testa’ o coctus later. Su uso inicial se localiza en Campania en tiempos de Sila, llegando a Roma a mediados del siglo I a. C.; ciudad en la que, tras el incendio de años 64 d. C. se impuso su uso obligatorio en la construcción de muros de mortero y piedras (forrados con ladrillo). Teniendo en común un pie de base igual a 29,60  cm, se diferencias los siguientes tipos:
- pedalis o ladrillo cuadrado de un pie de largo (30 x 30  cm);
- bipedalis, ladrillo cuadrilongo de dos pies de lado (60 x 30  cm);
- sesquipedalis, ladrillo cuadrado, de pie y medio de largo (45 x 45  cm);
- bessalis, cuadrado y de la mitad de un pie y medio de lado (22 x 22  cm);
- bessalis minor, ladrillo cuadrado que se conseguía al cortar en nueve partes iguales el «bipedalis» (es decir, casi 20 cm de lado);
- semilater, ladrillo triangular, al cortar en diagonal el «bessalis», con los lados menores a la mitad de un pie y medio, resultando cada lado de unos 22 cm aproximadamente;[6]
- semipedalis, ladrillo cuadrado de medio pie de lado (15 x 15  cm);
- lydius o ‘lidio’, ladrillo rectangular, que tanto Vitruvio como Plinio, dan de un pie de largo por medio de ancho;
- longum pede y latum semipede, ladrillo que Nebrija asocia con el ladrillo mazarí de su época (para el DRAE sin embargo, es simplemente una baldosa cuadrada);[1]
- laterculus, pequeño ladrillo rectangular (7,4 x 3,7 x 1,85  cm);
- tegula o teja plana, de forma rectangular que alcanza los (65,5 x 45  cm);
- imbrex, teja curva semitroncocónica;
- later columnaris o ladrillo columnario (en forma de sector circular);
- bético, variación irregular producida en la Bética, en la Hispania romana, con un grosor de 7 cm y medidas (30 x 22 x 5,5 cm);